# Seefeld (Baviera)
Seefeld è un comune tedesco di 7 064 abitanti, situato nel land della Baviera. Si trova sulla sponda occidentale del lago Pilsen. È collegato a Monaco di Baviera dalla S-Bahn S8.
È conosciuto per il suo castello del XIV secolo, sede della nobile famiglia bavarese dei Toering.